# Squadra dell'anno AIC (femminile)
Il titolo di Squadra dell'anno AIC femminile è un premio calcistico assegnato nella serata del Gran Galà del calcio AIC dall'Associazione Italiana Calciatori.
Sono premiate le calciatrici che militano nel campionato di calcio italiano di Serie A e che si sono distinte per le loro positive prestazioni nella stagione calcistica precedente.

## Albo d'oro

### Squadra dell'anno 2019
Le premiate:
| Ruolo | Naz.              | Giocatore          | Squadra    |
| ----- | ----------------- | ------------------ | ---------- |
| P     | Italia (bandiera) | Laura Giuliani     | Juventus   |
| D     | Italia (bandiera) | Alia Guagni        | Fiorentina |
| D     | Italia (bandiera) | Sara Gama          | Juventus   |
| D     | Italia (bandiera) | Cecilia Salvai     | Juventus   |
| D     | Italia (bandiera) | Elisa Bartoli      | Roma       |
| C     | Italia (bandiera) | Aurora Galli       | Juventus   |
| C     | Italia (bandiera) | Manuela Giugliano  | Milan      |
| C     | Italia (bandiera) | Valentina Cernoia  | Juventus   |
| A     | Italia (bandiera) | Valentina Giacinti | Milan      |
| A     | Italia (bandiera) | Ilaria Mauro       | Fiorentina |
| A     | Italia (bandiera) | Barbara Bonansea   | Juventus   |

### Squadra dell'anno 2020
Le premiate:
| Ruolo | Naz.              | Giocatore         | Squadra    |
| ----- | ----------------- | ----------------- | ---------- |
| P     | Italia (bandiera) | Laura Giuliani    | Juventus   |
| D     | Italia (bandiera) | Alia Guagni       | Fiorentina |
| D     | Svezia (bandiera) | Linda Sembrant    | Juventus   |
| D     | Italia (bandiera) | Lisa Boattin      | Juventus   |
| D     | Italia (bandiera) | Elisa Bartoli     | Roma       |
| C     | Italia (bandiera) | Aurora Galli      | Juventus   |
| C     | Italia (bandiera) | Manuela Giugliano | Roma       |
| C     | Italia (bandiera) | Valentina Cernoia | Juventus   |
| A     | Italia (bandiera) | Daniela Sabatino  | Sassuolo   |
| A     | Italia (bandiera) | Tatiana Bonetti   | Fiorentina |
| A     | Italia (bandiera) | Cristiana Girelli | Juventus   |

### Squadra dell'anno 2021
Le premiate:
| Ruolo | Naz.              | Giocatore           | Squadra  |
| ----- | ----------------- | ------------------- | -------- |
| P     | Italia (bandiera) | Francesca Durante   | Verona   |
| D     | Italia (bandiera) | Elisa Bartoli       | Roma     |
| D     | Italia (bandiera) | Elena Linari        | Roma     |
| D     | Italia (bandiera) | Cecilia Salvai      | Juventus |
| D     | Italia (bandiera) | Lisa Boattin        | Juventus |
| C     | Italia (bandiera) | Arianna Caruso      | Juventus |
| C     | Italia (bandiera) | Manuela Giugliano   | Roma     |
| C     | Italia (bandiera) | Valentina Cernoia   | Juventus |
| A     | Italia (bandiera) | Annamaria Serturini | Roma     |
| A     | Italia (bandiera) | Cristiana Girelli   | Juventus |
| A     | Italia (bandiera) | Benedetta Glionna   | Empoli   |

### Squadra dell'anno 2022
Le premiate:
| Ruolo | Naz.               | Giocatore              | Squadra  |
| ----- | ------------------ | ---------------------- | -------- |
| P     | Francia (bandiera) | Pauline Peyraud-Magnin | Juventus |
| D     | Italia (bandiera)  | Lisa Boattin           | Juventus |
| D     | Italia (bandiera)  | Elena Linari           | Roma     |
| D     | Italia (bandiera)  | Martina Lenzini        | Juventus |
| D     | Italia (bandiera)  | Maria Luisa Filangeri  | Sassuolo |
| C     | Italia (bandiera)  | Arianna Caruso         | Juventus |
| C     | Italia (bandiera)  | Giada Greggi           | Roma     |
| C     | Brasile (bandiera) | Andressa Alves         | Roma     |
| C     | Italia (bandiera)  | Flaminia Simonetti     | Inter    |
| A     | Italia (bandiera)  | Sofia Cantore          | Sassuolo |
| A     | Italia (bandiera)  | Valentina Bergamaschi  | Milan    |

### Squadra dell'anno 2023
Le premiate:
| Ruolo | Naz.                | Giocatrice        | Squadra  |
| ----- | ------------------- | ----------------- | -------- |
| P     | Italia (bandiera)   | Francesca Durante | Inter    |
| D     | Italia (bandiera)   | Lisa Boattin      | Juventus |
| D     | Italia (bandiera)   | Elena Linari      | Roma     |
| D     | Giappone (bandiera) | Moeka Minami      | Roma     |
| D     | Austria (bandiera)  | Carina Wenninger  | Roma     |
| C     | Brasile (bandiera)  | Andressa Alves    | Roma     |
| C     | Italia (bandiera)   | Arianna Caruso    | Juventus |
| C     | Italia (bandiera)   | Giada Greggi      | Roma     |
| C     | Canada (bandiera)   | Julia Grosso      | Juventus |
| A     | Malawi (bandiera)   | Tabitha Chawinga  | Inter    |
| A     | Norvegia (bandiera) | Emilie Haavi      | Roma     |

## Vincitrici
- 4 premi
  - Lisa Boattin.

- 3 premi
  - Elisa Bartoli, Arianna Caruso, Valentina Cernoia, Manuela Giugliano, Elena Linari.

- 2 premi
  - Andressa Alves, Francesca Durante, Aurora Galli, Cristiana Girelli, Laura Giuliani, Giada Greggi, Alia Guagni, Cecilia Salvai.

- 1 premio
  - Valentina Bergamaschi, Barbara Bonansea, Tatiana Bonetti, Sofia Cantore, Tabitha Chawinga, Maria Luisa Filangeri, Sara Gama, Valentina Giacinti, Benedetta Glionna, Julia Grosso, Emilie Haavi, Martina Lenzini, Ilaria Mauro, Moeka Minami, Pauline Peyraud-Magnin, Daniela Sabatino, Linda Sembrant, Annamaria Serturini, Flaminia Simonetti, Carina Wenninger.

## Classifica per club
| Club       | Premi |
| ---------- | ----- |
| Juventus   | 24    |
| Roma       | 16    |
| Fiorentina | 4     |
| Inter      | 3     |
| Milan      | 3     |
| Sassuolo   | 3     |
| Empoli     | 1     |
| Verona     | 1     |